# One Piece (Anime)
One Piece (ワンピース Wan Pīsu) als Anime basiert auf dem Manga One Piece von Eiichirō Oda und geht auf das Jahr 1998 zurück, als anlässlich des vorjährigen Starterfolgs von One Piece in der Shōnen Jump und des 30. Jubiläums der Jump Super Anime Tour, eine 30-minütige OVA produziert wurde. Im Jahr darauf begann die Produktion der Fernsehserie, seitdem erschienen bereits über 1000 Episoden. Zusätzlich wurden von Tōei Animation bisher dreizehn Filme, über zehn Fernsehspecials sowie einige Original-Video-Animations und Kurzfilme produziert. Einzelne Firmen entwickelten zahlreiche Merchandising-Artikel, unter anderem Sammelkartenspiele sowie eine hohe Anzahl von Videospielen für gängige Konsolen. Mit einem Umsatz von 21 Milliarden US-Dollar ist One Piece eines der erfolgreichsten Medienfranchises weltweit.

## OVA-Kurzfilm
Am 28. Juli 1998 erschien anlässlich des 30-jährigen Bestehens der Weekly Shōnen Jump zur Jump Super Anime Tour eine Reihe von OVA-Kurzfilmen, neben One Piece auch Hunter × Hunter und Seikimatsu Leader Dan Takeshi. Leser des Weekly Shōnen Jump hatten die Möglichkeit, eine Kopie der OVAs auf VHS für 500 ¥ zu erstehen.
Das OVA wurde unter dem Titel One Piece: Taose! Kaizoku Ganzack (ONE PIECE 倒せ！海賊ギャンザック, One Piece: Taose! Kaizoku Gyanzakku, zu Deutsch „One Piece: Mach(t) ihn fertig! Der Pirat Ganzack“) vom Studio Production I.G produziert, welches sich unter anderem für Filme wie Neon Genesis Evangelion: Death & Rebirth, Neon Genesis Evangelion: The End of Evangelion, Jin Roh und  Ghost in the Shell verantwortlich zeichnet.
Tatsuya Hamazaki adaptierte die OVA 1999 als gleichnamige Light Novel (Roman; ISBN 4-08-703084-9). Diese erschien 2010 auf Deutsch bei Carlsen unter dem Titel Nieder mit Ganzack! ISBN 978-3-551-75666-4.

### Handlung
Ruffy, Zorro und Nami segeln hungernd in einer kleinen Nussschale über den Ozean, als diese von einem Seemonster versenkt wird, das zudem auch noch Nami entführt. Angespült an den Strand einer naheliegenden Insel, wird Ruffy dann auf eine unsanfte Art geweckt, als er in eine Auseinandersetzung der kleinen Medaka und einigen Piraten von Ganzacks Truppe gerät, die ihm nicht gewachsen sind.
Die Welt von "One Piece" ist eine vielfältige und gefährliche, die von Ozeanen und Inseln geprägt ist. In dieser Welt gibt es Piraten, Marinesoldaten, Revolutionäre und viele andere Gruppen, die um Macht, Einfluss und Schätze kämpfen.
Die Hauptfigur, Monkey D. Ruffy, hat den ungewöhnlichen Traum, der König der Piraten zu werden. Um dieses Ziel zu erreichen, begibt er sich auf eine Reise, die ihn und seine wachsende Strohhutbande durch die gefährliche Grand Line führt. Dabei muss er sich mit verschiedenen Herausforderungen auseinandersetzen, darunter mächtige Piratenkapitäne, die Marine und andere Piratenbanden.
Ruffy hat die Gum-Gum-Frucht gegessen, die ihm elastische Kräfte verleiht, aber ihn gleichzeitig zum Ertrinken verdammt. Auf seiner Reise trifft er auf zahlreiche Charaktere, die sich seiner Crew anschließen und jeweils ihre eigenen Träume und Fähigkeiten mitbringen. Die Mitglieder der Strohhutbande entwickeln enge Bindungen und unterstützen sich gegenseitig, während sie gemeinsam nach dem "One Piece" suchen.
Der Schatz "One Piece" wird als ultimatives Ziel für Piraten angesehen, da er angeblich immense Macht und Wohlstand verleihen soll. Die Suche nach diesem Schatz führt die Strohhutbande zu abgelegenen Inseln, geheimen Informationen über die Weltgeschichte und Konflikten mit mächtigen Feinden.

### Synchronisation
Das OVA erschien bisher nie in Deutschland, weshalb eine deutsch-synchronisierte Fassung nicht existiert.
| Rolle              | Japanischer Sprecher |
| ------------------ | -------------------- |
| Monkey D. Ruffy    | Urara Takano         |
| Lorenor Zorro      | Wataru Takagi        |
| Nami               | Megumi Toyoguchi     |
| General Ganzack    | Norio Wakamoto       |
| Medaka             | Jun Tanaka           |
| Herring / Erzähler | Ikuya Sawaki         |
| Skid               | Takkō Ishimori       |

## Fernsehserie
1999 begann die Produktion der Fernsehserie durch Tōei Animation Ltd. mit dem Ziel einer Verfilmung des Mangas, die am 20. Oktober des Jahres auf dem japanischen Fernsehsender Fuji Television auf Sendung gehen sollte und seitdem mit gelegentlichen Unterbrechungen und Wechsel der Ausstrahlungszeit im wöchentlichen Turnus ausgestrahlt wird. Unter der Leitung der Regisseure Kōnosuke Uda und Munehisa Sakai sind seitdem beinahe 950 Episoden zuzüglich Bonusepisoden etwa anlässlich von japanischen Feiertagen entstanden. Die Serie ist derart populär, dass sie in einer von TV Asahi im Jahr 2006 durchgeführten Onlineumfrage in den 100 beliebtesten Animeserien Platz 21 einnimmt. Mit der Ausstrahlung von Episode 207 wird die Serie im japanischen Fernsehen seit Ende Oktober 2004 in HDTV ausgestrahlt.
Die Serie gehörte 2007 regelmäßig zu den zehn Animeserien mit den höchsten Einschaltquoten. Derzeit belaufen sich die Produktionskosten für eine Episode auf etwa 10.000.000 Yen ~ etwa 80.000 Euro.

### Handlung
Die Handlung der Fernsehserie stimmt über weite Teile mit der des Originalmangas überein. Unterschiede sind in der Einleitung der Geschichte, aber auch gerade zu Beginn im Punkt des dargestellten Gewaltanteils auszumachen: So werden die ersten Kapitel des Mangas als Rückblende gezeigt, als Ruffy seinem ersten Gefolgsmann Zorro davon erzählt, warum ihm sein Strohhut so wichtig ist. Der Test, ob Ruffy ein Pirat ist, beschränkt sich hier auf einen Scherz, den sich Ruffys Vorbild mit ihm erlaubt.
Eine weitergehende Änderung in der Handlung betrifft die sogenannten Filler (Füllepisoden), welche die eigentliche Handlung durch zusätzliche Elemente und Abenteuer aufstocken, damit die Fernsehausstrahlung im Vergleich zum Originalmanga nicht zu schnell voranschreitet.

### Episoden
| Staffel                         | Episoden- anzahl DE | Episoden- nummern | Erstausstrahlung Japan | Erstausstrahlung Japan | Deutschsprachige Erstausstrahlung | Deutschsprachige Erstausstrahlung |
| Staffel                         | Episoden- anzahl DE | Episoden- nummern | Premiere               | Finale                 | Premiere                          | Finale                            |
| ------------------------------- | ------------------- | ----------------- | ---------------------- | ---------------------- | --------------------------------- | --------------------------------- |
| 1 (East Blue)                   | 61                  | 1 – 61            | 20. Oktober 1999       | 7. März 2001           | 22. April 2003                    | 21. Juli 2003                     |
| 2 (Einreise auf die Grand Line) | 16                  | 62 – 77           | 21. März 2001          | 19. August 2001        | 22. Juli 2003                     | 12. August 2003                   |
| 3 (Drumm)                       | 15                  | 78 – 92           | 26. August 2001        | 9. Dezember 2001       | 13. August 2003                   | 2. September 2003                 |
| 4 (Alabasta)                    | 38                  | 93 – 130          | 16. Dezember 2001      | 27. Oktober 2002       | 3. September 2003                 | 27. Oktober 2003                  |
| 5 (Nach Alabasta)               | 13                  | 131 – 143         | 3. November 2002       | 2. Februar 2003        | 28. Oktober 2003                  | 25. August 2005                   |
| 6 (Skypia)                      | 52                  | 144 – 195         | 9. Februar 2003        | 13. Juni 2004          | 26. August 2005                   | 9. November 2005                  |
| 7 – Teil 1 (Nach Skypia)        | 11                  | 196 – 206         | 20. Juni 2004          | 10. Oktober 2004       | 27. Oktober 2006                  | 13. November 2006                 |
| 7 – Teil 2 (Davy Back Fight)    | 22                  | 207 – 228         | 31. Oktober 2004       | 27. März 2005          | 14. November 2006                 | 13. Dezember 2006                 |
| 8 (Water 7)                     | 35                  | 229 – 263         | 17. April 2005         | 30. April 2006         | 14. Dezember 2006                 | 11. März 2008                     |
| 9 – Teil 1 (Enies Lobby)        | 62                  | 264 – 325         | 21. Mai 2006           | 23. September 2007     | 12. März 2008                     | 16. November 2009                 |
| 9 – Teil 2 (Nach Enies Lobby)   | 11                  | 326 – 336         | 14. Oktober 2007       | 23. Dezember 2007      | 17. November 2009                 | 2. Dezember 2009                  |
| 10 (Thriller Bark)              | 45                  | 337 – 381         | 6. Januar 2008         | 14. Dezember 2008      | 3. Dezember 2009                  | 8. Februar 2010                   |
| 11 (Sabaody Archipel)           | 26                  | 382 – 407         | 21. Dezember 2008      | 28. Juni 2009          | 9. Februar 2010                   | 19. September 2014                |
| 12 (Amazon Lily)                | 14                  | 408 – 421         | 5. Juli 2009           | 11. Oktober 2009       | 19. September 2014                | 17. Oktober 2014                  |
| 13 (Impel Down)                 | 37                  | 422 – 458         | 18. Oktober 2009       | 11. Juli 2010          | 17. Oktober 2014                  | 19. Januar 2016                   |
| 14 – Teil 1 (Marine Ford)       | 31                  | 459 – 489         | 18. Juli 2010          | 6. März 2011           | 20. Januar 2016                   | 2. März 2016                      |
| 14 – Teil 2 (Nachkriegszeit)    | 27 (26)             | 490 – 516         | 20. März 2011          | 25. September 2011     | 3. März 2016                      | 8. April 2016                     |
| 15 (Fischmenscheninsel)         | 58 (57)             | 517 – 574         | 2. Oktober 2011        | 25. November 2012      | 11. April 2016                    | 25. September 2017                |
| 16 (Punk Hazard)                | 54 (53)             | 575 – 628         | 2. Dezember 2012       | 12. Januar 2014        | 26. September 2017                | 7. Juni 2018                      |
| 17 (Dress Rosa)                 | 118                 | 629 – 746         | 19. Januar 2014        | 19. Juni 2016          | 30. Mai 2019                      | 25. Februar 2020                  |
| 18 (Zou)                        | 36                  | 747 – 782         | 26. Juni 2016          | 2. April 2017          | 26. Februar 2020                  | 26. Januar 2021                   |
| 19 – Teil 1 (Whole Cake Island) | 95                  | 783 – 877         | 19. März 2017          | 24. März 2019          | 27. Januar 2021                   | 23. Juni 2021                     |
| 19 – Teil 2 (Reverie)           | 14                  | 878 – 891         | 31. März 2019          | 30. Juni 2019          | 1. Februar 2022                   | 18. Februar 2022                  |
| 20 (Wano Kuni)                  | 197                 | 892 – 1088        | 7. Juli 2019           | 17. Dezember 2023      | 21. Februar 2022                  | 13. August 2024                   |
| 21 (Egghead)                    | 51+                 | 1089 –            | 7. Januar 2024         |                        |                                   |                                   |

### Export der Serie
Neben der erfolgreichen Platzierung im heimischen Markt sowohl durch die Fernsehserie selbst als auch das ihr angeschlossene Merchandising etwa durch Videospiele, Sammelkarten und Action- und anderen Sammelfiguren, wurde die Serie in unterschiedliche Regionen und Länder der Welt exportiert: Verschiedene Lizenzteilnehmer erwarben im Laufe der Zeit unterschiedliche regionale Verwertungsrechte.
So wurde die Serie bislang in verschiedene Teile Europas, Asiens, Amerikas und Ozeaniens ausgeführt und dort teilweise unterschiedlich stark an die verschiedenen Fernsehlandschaften und Zensurstandards angepasst. In Deutschland startete die Serie am 22. April 2003 auf dem Sender RTL II mit 130 synchronisierten Episoden, der die Episoden mitunter unterschiedlich stark schnitt. Die Serie wurde aber ungeschnitten synchronisiert mit keinerlei Verfälschungen wie es bei den ersten 52 Folgen von Dragon Ball, Dragon Ball GT oder Naruto der Fall war. Verharmlosungen nahmen ab Folge 263 im Jahre 2008 stark zu, gingen aber ab Folge 315 bei Tele 5 wieder zurück.
Bislang erwarb der deutsche Rechteinhaber, die Tele München Gruppe, nach der ersten noch vier weitere Staffeln, und somit insgesamt 400 Episoden. Zunächst wurde die Ausstrahlung mit der zweiten Staffel beginnend ab dem 11. März 2008 auf RTL II fortgesetzt. Die letzten 86 wurden neben anderen Folgen vom 2. November 2009 bis zum 17. September 2011 auf dem Sender Tele 5 in deutscher Erstausstrahlung gezeigt. Im Februar 2011 wurde bekanntgegeben, dass die deutsche Synchronisation ab Folge 401 vorerst eingestellt wurde, da Tele 5 – zuletzt Auftraggeber des Synchronstudios – sich dafür entschieden hatte, die Serie aus dem Programm zu nehmen.
Ab 13. April 2009 lief One Piece mit allen bislang auf Deutsch erschienenen Folgen ungeschnitten auf dem Pay-TV-Sender Animax.
VIVA kaufte alle sieben Staffeln vom One-Piece-Lizenzgeber, der Tele-München-Gruppe, und sendete diese ungeschnitten vom 5. September 2011 bis zum 26. Juni 2012. Später wechselten die Rechte zu ProSiebenSat.1 Media.
Die achte Staffel strahlte ProSieben Maxx erstmals vom 11. September bis zum 19. Dezember 2014 donnerstags und freitags in Doppelfolgen aus. Eine Vorschau auf die achte Staffel zeigte der Sender mit den Folgen 401 und 402 bereits am 24. April 2014. Die Staffel wurde ungeschnitten ausgestrahlt.
Im Dezember 2015 gab ProSieben Maxx bekannt, die zweite Hälfte der achten Staffel ab Januar 2016 in deutscher Erstausstrahlung zu zeigen. Seit dem 18. Januar 2016 zeigt der Sender die Folgen ab 457 mit jeweils einer Folge pro Werktag (Montag bis Freitag). Auch diese Ausstrahlung erfolgt ungeschnitten. Nachdem ProSieben Maxx die Ausstrahlung von One Piece mit Folge 517 im April 2016 vorerst einstellte, führt der Sender den Anime seit Juli 2017 wieder in seinem Programm und strahlt regelmäßig neue Folgen aus.
Seit dem 12. November 2018 veröffentlichen der Video-on-Demand-Plattform Wakanim die Serie, beginnend mit Episode 861, wöchentlich im Original mit deutschen Untertiteln als Simulcast. Zum gleichen Datum bot auch Anime on Demand den Titel im Simulcast an. Auch Crunchyroll kündigte an, dass sie die Serie, beginnend mit Episode 923, im Simulcast zeigen werden. Zudem sollen auch sämtliche alte Folgen bei Crunchyroll zum Abruf bereitstehen.

### Synchronisation
Die deutsche Fassung der Fernsehserie wurde bis Episode 314 im Auftrag von RTL II und für die Episoden 315 bis 400 im Auftrag von Tele 5 in den Münchener Synchronstudios der PPA Film GmbH mit deutschsprachigen Dialogen versehen.
Seit Episode 401 wird die Serie von der Rescue Film GmbH, im Auftrag von Tōei Animation Europe, bearbeitet und synchronisiert.
Im Laufe der Jahre übernahmen verschiedene Personen die Regie- und Dialogbuch-Arbeiten:
Dialogbuch: Inez Günther (Episoden 314–400), Florian Kramer, Julian Klefke, Tanja Paidar, Hans-Werner Schwarz (Episoden 401–456), Uwe Thomsen, Kai Medinger, Florian Kramer (Episoden 401–456), Daniel Schlauch, Kai Medinger, Yannick Forstenhäusler (Episoden 518–628 & 785–829), Nicole Hise (Episoden 635–652), Katharina von Daake (ab Episode 653), Cindy Kepke (Episoden 682–771 & 787–856), Kathrin Stoll (Episoden 780–877), Uwe Thomsen (Episoden 783–872), Marie-Jeanne Widera (Episoden 786–867), Davide Valente (Episode 789 & 799), Timo R. Schouren (Episoden 809–863), Tom Sielemann (Episoden 821–871)
Dialogregie: Martin Halm, Pascal Breuer (Episoden 1–150), Ekkehardt Belle (Episoden 151–195), Heiko Feld (Episoden 196–314), Inez Günther (Episoden 315–400), Hans-Werner Schwarz, Paul Sedlmeir (Episoden 401–456), Felix Auer (Episoden 518–628), Daniel Schlauch (ab Episode 518), Yannick Forstenhäusler (ab Episode 629), Pascal Breuer (ab Episode 780), Marie-Jeanne Widera (ab Episode 828)
| Rolle                                            | Japanischer Sprecher                                                               | Deutscher Sprecher |
| ------------------------------------------------ | ---------------------------------------------------------------------------------- | --- |
| Erzähler                                         | Mahito Ōba                                                                         | Reinhard Brock (bis Folge 400, Film 1 & 9) Andreas Wilde (Folge 401–558 & Specials) Andreas Baum (Folge 559–779) Markus Kästle (ab Folge 780)                                               |
| Strohhut-Piratenbande                            |                                                                                    | |
| Monkey D. Ruffy                                  | Mayumi Tanaka                                                                      | Daniel Schlauch |
| Lorenor Zorro                                    | Kazuya Nakai Megumi Urawa (Kind)                                                   | Philipp Brammer (bis Folge 400 & bis Film 11) Uwe Thomsen (ab Folge 401 & ab Film 12) |
| Nami                                             | Akemi Okamura Wakana Yamazaki (Folge 70–79)                                        | Stephanie Kellner |
| Lysop / Sogeking                                 | Kappei Yamaguchi                                                                   | Dirk Meyer |
| Vinsmoke Sanji                                   | Hiroaki Hirata Ikue Ōtani (Kind)                                                   | Hubertus von Lerchenfeld |
| Tony Chopper                                     | Ikue Ōtani Kazue Ikura (Folge 254–263)                                             | Florian Halm (bis Folge 262) Martin Halm (ab Folge 263 & Filme) |
| Prinzessin Nefeltari Vivi                        | Misa Watanabe                                                                      | Kathrin Gaube |
| Nico Robin                                       | Yuriko Yamaguchi Yuko Kobayashi (Folge 299–319) Anzu Nagai (Kind)                  | Simone Brahmann |
| Cutty „Franky“ Framm                             | Kazuki Yao Junko Noda (jung)                                                       | Frank Engelhardt Julian Manuel (jung) |
| Brook                                            | Chō                                                                                | Benedikt Gutjan |
| Jinbei                                           | Daisuke Gōri (bis Folge 439) Katsuhisa Hōki (ab Folge 440)                         | Willi Röbke |
| Marine                                           |                                                                                    | |
| Corby                                            | Doi Mika                                                                           | Katrin Fröhlich (bis Folge 314) Inez Günther (Folge 315–324) Tim Schwarzmaier (ab Folge 550)                                                                                                |
| Captain Morgan                                   | Banjō Ginga                                                                        | Willi Röbke |
| Helmeppo                                         | Kōichi Nagano                                                                      | Oliver Stritzel (bis Folge 324) Gerd Meyer (ab Folge 550) |
| Vizeadmiral Smoker                               | Ginzō Matsuo (bis Folge 79) Mahito Ōba (ab Folge 94)                               | Ekkehardt Belle |
| Tashigi                                          | Junko Noda                                                                         | Maren Rainer |
| Vizeadmiral Monkey D. Garp                       | Hiroshi Naka                                                                       | Frank Engelhardt (Folge 68–69) Dieter Memel (ab Folge 313) |
| Großadmiral Sengoku                              | Takkō Ishimori                                                                     | Matti Klemm Gerhard Jilka (Folge 277–278) Matthias Kupfer (Film 10 & 11) |
| Admiral Kuzan / Aokiji (Blauer Fasan)            | Takehito Koyasu                                                                    | Ole Pfennig |
| Großadmiral Sakazuki / Akainu                    | Fumihiko Tachiki                                                                   | Gerhard Acktun (Folge 278 & Film 11) Michael Brennicke (Folge 462–642 & Film 12) Holger Schwiers (ab Folge 736 & Film 13)                                                                   |
| Admiral Borsalino / Kizaru                       | Unshō Ishizuka (bis Folge 751) Ryōtarō Okiayu (ab Folge 881)                       | Mike Carl |
| Admiral Issho / Fujitora                         | Ikuya Sawaki                                                                       | Walter von Hauff |
| Admiral Ryokugyu / Aramaki                       | Keiji Fujiwara                                                                     | Daniel Sellier |
| Samurai der Meere                                |                                                                                    | |
| Buggy, „der Clown“                               | Shigeru Chiba                                                                      | Gudo Hoegel |
| Mihawk Dulacre / „Falkenauge“                    | Takeshi Aono (bis Folge 460) Hirohiko Kakegawa (ab Folge 461)                      | Matthias Klie |
| Don Quichotte de Flamingo / „Joker“              | Hideyuki Tanaka Tomoe Hanba (Kind)                                                 | Pascal Breuer (Folge 151) Jochen Bendel (Folge 207) Gerhard Acktun (Folge 398) Jakob Riedl (ab Folge 458)                                                                                   |
| Bartholomäus Bär / PX-0                          | Hideyuki Hori                                                                      | Thomas Albus |
| Gecko Moria                                      | Katsuhisa Hōki                                                                     | Ulrich Frank (bis Folge 374) Alexander Brem (ab Folge 458) |
| Trafalgar D. Water Law                           | Hiroshi Kamiya                                                                     | Bernd Simon (Folge 392) Manou Lubowski (ab Folge 394) |
| Boa Hancock                                      | Kotono Mitsuishi                                                                   | Ilena Gwisdalla |
| Edward Weevil                                    | Kōzō Shioya                                                                        | Timocin Ziegler |
| Die Vier Kaiser                                  |                                                                                    | |
| Shanks                                           | Shūichi Ikeda                                                                      | Martin Halm |
| Marshall D. Teach / „Blackbeard“                 | Akio Ōtsuka                                                                        | Christoph Jablonka |
| Edward Newgate / „Whitebeard“                    | Kinryū Arimoto                                                                     | Manfred Erdmann |
| Charlotte Linlin / „Big Mom“                     | Toshiko Fujita (Folge 571 & 762) Mami Koyama (ab Folge 786)                        | Nicole Belstler-Boettcher Kathrin Gaube (Folge 762) Leslie-Vanessa Lill (Kind) |
| Kaido                                            | Tesshō Genda                                                                       | Alexander Wohnhaas (Folge 739) Torsten Münchow (ab Folge 771) |
| Weitere Piraten                                  |                                                                                    | |
| Lady Alvida                                      | Yōko Matsuoka                                                                      | Anita Höfer (bis Folge 422) Angela Wiederhut (ab Folge 512) |
| Käpt’n Black / Beauregard                        | Kōichi Hashimoto                                                                   | Walter von Hauff |
| Don Creek                                        | Fumihiko Tachiki                                                                   | Christoph Jablonka |
| Gin                                              | Kenichi Ono                                                                        | Frank Röth |
| Arlong                                           | Jūrōta Kosugi                                                                      | Peter Musäus Pierre Peters-Arnolds (Folge 387) |
| Bellamy, „die Hyäne“                             | Wataru Takagi                                                                      | Oliver Mink |
| Foxy, „der Silberfuchs“                          | Bin Shimada                                                                        | Christian Weygand |
| Eustass „Captain“ Kid                            | Daisuke Namikawa                                                                   | Ole Pfennig |
| Basil Hawkins                                    | Shigenori Souya                                                                    | Niko Macoulis |
| Jewelry Bonney                                   | Reiko Kiuchi (bis Folge 736) Reiko Takagi (ab Folge 888)                           | Sonja Reichelt |
| Capone „Gang“ Bege                               | Naoki Tatsuta                                                                      | Wolfgang Schatz (Folge 392–398) Niko Macoulis (Folge 401 & 490) Gerhard Acktun (Folge 513) Robert Dölle (ab Folge 756)                                                                      |
| Urouge                                           | Taiten Kusunoki                                                                    | Matthias Kupfer |
| Killer / Kamazo                                  | Kenji Hamada                                                                       | Bernd Simon (Folge 398) Niko Macoulis (Folge 511) Yannik Forstenhäusler (Film 13) Sebastian Kempf (ab Folge 887)                                                                            |
| X. Drake                                         | Eiji Takemoto                                                                      | Wolfgang Schatz (Folge 329) Bernd Simon (Folge 395 & 398) Andreas Borcherding (Folge 401 & 402) Crock Krumbiegel (Folge 513) Martin Bonvecini (ab Folge 923 & Film 13) Oliver Troska (jung) |
| Barock Firma                                     |                                                                                    | |
| Gal Dino / Mr. 3                                 | Nobuyuki Hiyama                                                                    | Manfred Trilling |
| Sir Crocodile / Mr. 0                            | Ryūzaburō Ōtomo                                                                    | Andreas Borcherding (Folge 76–79) Frank Röth (ab Folge 91 & Film 8) |
| Bon Curry / Bentham / Mr. 2                      | Kazuki Yao                                                                         | Pierre Peters-Arnolds (bis Folge 129 & Film 8) Benedikt Weber (ab Folge 431) |
| Pola / Ms. Doublefinger                          | Ako Mayama (Folge 103–104) Yūko Tachibana (ab Folge 107)                           | Susanne von Medvey |
| Jazz Boner / Mr. 1                               | Tetsu Inada                                                                        | Crock Krumbiegel |
| Whitebeards Piratenbande                         |                                                                                    | |
| Puma D. Ace                                      | Toshio Furukawa Daisuke Sakaguchi (Kind)                                           | Pascal Breuer Wolfgang Schatz (Folge 381) |
| Marco, „der Phönix“                              | Masakazu Morita                                                                    | Niko Macoulis (Folge 151) Johannes Raspe (ab Folge 316) |
| Jozu                                             | Takashi Nagasako                                                                   | Michael Schwarzmaier |
| Vista                                            | Masaya Takatsuka                                                                   | René Oltmanns |
| Blackbeards Piratenbande                         |                                                                                    | |
| Jesus Barges                                     | Tetsu Inada                                                                        | Gerhard Jilka (Folge 146) Ekkehardt Belle (Folge 151–513) Pat Zwingmann (ab Folge 634) |
| Raffit                                           | Taiki Matsuno                                                                      | Andreas Borcherding (Folge 151) Wolfgang Schatz (ab Folge 325) |
| Shiryuu                                          | Takayuki Sugō                                                                      | Andreas Borcherding |
| Catharina Devon                                  | Kimiko Saitō                                                                       | Inez Günther |
| Avalo Pizarro                                    | Kazunari Tanaka                                                                    | Johannes Haag |
| Vasco Shot                                       | Naoki Tatsuta                                                                      | Klaus Wolf |
| Big Moms Piratenbande                            |                                                                                    | |
| Charlotte Lola                                   | Aya Hisakawa                                                                       | Inez Günther |
| Charlotte Pudding                                | Miyuki Sawashiro Hōko Kuwashima (Folge 856–863)                                    | Stefanie von Lerchenfeld |
| Charlotte Chiffon                                | Aya Hisakawa                                                                       | Ditte Schupp |
| Charlotte Amande                                 | Wasabi Mizuta                                                                      | Caroline Ebner |
| Charlotte Galette                                | Ai Maeda                                                                           | Elisabeth Günther |
| Charlotte Mont d’Or                              | Atsushi Imaruoka                                                                   | Jochen Paletschek |
| Charlotte Opera                                  | Yoshihisa Kawahara                                                                 | Jan Langer |
| Charlotte Praline                                | Yūko Tachibana                                                                     | Janina Dietz |
| Charlotte Brûlée                                 | Yūko Mita                                                                          | Carin C. Tietze |
| Charlotte Perospero                              | Yūya Uchida                                                                        | Wolfgang Müller |
| Charlotte Cracker                                | Takuya Kirimoto                                                                    | Dustin Peters |
| Charlotte Counter                                | Tsuyoshi Koyama                                                                    | Claus Vester |
| Charlotte Joscarpone                             | Yuriko Yamaguchi                                                                   | Marget Flach |
| Charlotte Mascarpone                             | Yūsuke Numata                                                                      | Malte Wetzel |
| Charlotte Smoothie                               | Masako Katsuki                                                                     | Alexandra Ludwig |
| Charlotte Katou                                  | Keiji Hirai                                                                        | Grischa Olbrich |
| Charlotte Katakuri                               | Tomokazu Sugita                                                                    | Marios Gavrilis |
| Charlotte Daifuku                                | Shunsuke Sakuya                                                                    | Torben Liebrecht |
| Charlotte Oven                                   | Masafumi Kimura                                                                    | Stefan Lehnen |
| Charlotte Compote                                | Mami Kingetsu                                                                      | Claudia Jacobacci |
| Charlotte Flambe                                 | Chiwa Saitō                                                                        | Marie-Jeanne Widera |
| CP9/CP0                                          |                                                                                    | |
| Rob Lucci                                        | Tomokazu Seki                                                                      | Manfred Trilling |
| Kalifa                                           | Naomi Shindō                                                                       | Kathrin Simon |
| Spandam                                          | Masaya Onosaka                                                                     | Tobias Lelle |
| Eule                                             | Kumiko Watanabe                                                                    | Claus-Peter Damitz |
| Revolutionäre                                    |                                                                                    | |
| Monkey D. Dragon                                 | Hidekatsu Shibata                                                                  | Gerhard Jilka |
| Emporio Ivankov                                  | Norio Imamura (bis Folge 460) Mitsuo Iwata (ab Folge 461)                          | Hans-Georg Panczak |
| Inazuma                                          | Kenji Hamada (Männliche Form) Umeka Shōji (Weibliche Form)                         | Gerd Meyer (Männliche Form) Julia Lowack (Weibliche Form) |
| Sabo                                             | Tōru Furuya Junko Takeuchi (Kind)                                                  | Felix Mayer |
| Weitere Figuren / Zivilisten / Ehemalige Piraten |                                                                                    | |
| Piratenkönig Gol D. Roger                        | Chikao Ōtsuka (bis Folge 770) Masane Tsukayama (ab Folge 849) Takeshi Kusao (jung) | Hartmut Neugebauer (bis Folge 628) Michael Brennicke (Folge 568) Holger Schwiers (ab Folge 770 & Film 13) Patrick Roche (jung)                                                              |
| Makino                                           | Makiko Ōmoto                                                                       | Tatjana Pokorny |
| Silvers Rayleigh                                 | Keiichi Sonobe                                                                     | Ole Pfennig (Folge 8) Christoph Jablonka (ab Folge 395) |
| Jeff                                             | Kōji Yada (bis Folge 324) Ben Hiura (ab Folge 794)                                 | Dirk Galuba |
| Enel                                             | Toshiyuki Morikawa                                                                 | Stephan Hoffmann |
| Kali Dadan                                       | Noriko Uemura                                                                      | Angelika Bender |
| Kinemon                                          | Kenyu Horiuchi                                                                     | Matthias Klie (Serie) Manfred Trilling (Specials) |
| Caesar Crown                                     | Ryūsei Nakao                                                                       | Robinson Reichel (Serie) Cyril Geffcken (Specials) |
| Vinsmoke Jajji                                   | Hideyuki Hori                                                                      | Jacques Breuer |

Die japanischen Sprecherinnen Akemi Okamura, Ikue Ōtani und Yuriko Yamaguchi unterbrachen ihre Beschäftigung als Seiyū aufgrund von Mutterschaft.

### Musik

#### Vor- und Abspann
Für die Fernsehserie One Piece wurden bislang 23 Vorspann- und insgesamt 18 Abspannlieder produziert. Als besonderes Merkmal entfällt seit Episode 284 das Ending zugunsten eines etwa zweieinhalbminütigen Openings. Die Umsetzung der deutschsprachigen Versionen fand durch Arts of Toyco statt, wobei ein Vorspann- alle Abspannlieder, sowie ein Cover des ersten Vorspannliedes ausgelassen wurden. Mit Beginn der Folge 401 werden auch in der deutschen Version nur noch die japanischen Vorspannlieder verwendet, wobei aufgrund von fehlenden Lizenzen der eigentlichen Lieder in den Folgen 401 bis 458 erneut auf Jungle P zurückgegriffen werden musste und daher Share the World, sowie Kaze o Sagashite bisher gänzlich entfielen. Dasselbe Problem hatten die Lieder Fight Together und Hands Up!.

##### Vorspann
| Nr. | Interpret                    | Titel                                                                | Episoden   | Deutsche Umsetzung | Interpret                      | Episoden                   |
| --- | ---------------------------- | -------------------------------------------------------------------- | ---------- | ------------------ | ------------------------------ | -------------------------- |
| 1   | Hiroshi Kitadani             | ウィーアー! (We Are!)                                                | 1–47, 1000 | Die Legende        | Noel Pix                       | 1–115, 279–283, 1000 (jp.) |
| 2   | Folder 5                     | Believe                                                              | 48–115     | —                  | —                              | —                          |
| 3   | The Babystars                | ヒカリへ (Hikari e, dt. „Ins Licht“)                                 | 116–168    | Ins Licht          | Stefan Erz                     | 116–168                    |
| 4   | Bon-Bon Blanco               | Bon Voyage! (frz., „Gute Reise!“)                                    | 169–206    | Übers Meer         | Petra Scheeser                 | 169–195                    |
| 5   | BOYSTYLE                     | ココロのちず (Kokoro no Chizu, dt. „Karte des Herzens“)              | 207–263    | Karte des Herzens  | Petra Scheeser                 | 196–263                    |
| 6   | D-51                         | Brand New World                                                      | 264–278    | Die Reise beginnt  | Petra Scheeser & Fred Röttcher | 264–278                    |
| 7   | Die Seiyū der Strohhutbande  | ウィーアー!~7人の麦わら海賊団篇 (We Are! (7 Straw Hat Pirates Ver.)) | 279–283    | —                  | —                              | —                          |
| 8   | Tackey and Tsubasa           | Crazy Rainbow                                                        | 284–325    | Regenbogenstern    | Ron van Lankeren               | 284–325                    |
| 9   | 5050                         | Jungle P                                                             | 326–372    | Jungle P           | Ron van Lankeren               | 326–372, 401–458 (jp.)     |
| 10  | TVXQ                         | We Are! (One Piece Animation 10th Anniversary Ver.)                  | 373–394    | Auf dem Weg        | Stephan Kämmerer               | 373–400                    |
| 11  | TVXQ                         | Share the World                                                      | 395–425    | —                  | —                              | —                          |
| 12  | Hexagon Family               | 風をさがして (Kaze o Sagashite, dt. „Den Wind suchen“)               | 426–458    | —                  | —                              | —                          |
| 13  | The ROOTLESS                 | One Day                                                              | 459–492    | —                  | —                              | 459–516 (jp.)              |
| 14  | Namie Amuro                  | Fight Together                                                       | 493–516    | —                  | —                              | —                          |
| 15  | Hiroshi Kitadani             | We Go!                                                               | 517–590    | —                  | —                              | 517–628 (jp.)              |
| 16  | Shinzato Kouta               | Hands Up!                                                            | 591–628    | —                  | —                              | —                          |
| 17  | AAA                          | Wake Up!                                                             | 629–686    | —                  | —                              | 629–686 (jp.)              |
| 18  | Generations from Exile Tribe | Hard Knock Days                                                      | 687–746    | —                  | —                              | 687–746 (jp.)              |
| 19  | Hiroshi Kitadani & Kishidan  | We Can!                                                              | 747–806    | —                  | —                              | 747–806 (jp.)              |
| 20  | Namie Amuro                  | Hope (From Best Album "Finally")                                     | 807–855    | —                  | —                              | 807–855 (jp.)              |
| 21  | V6                           | Super Powers                                                         | 856–891    | —                  | —                              | 856–891 (jp.)              |
| 22  | Hiroshi Kitadani             | Over The Top                                                         | 892–934    | —                  | —                              | 892–934 (jp.)              |
| 23  | Da-iCE                       | Dreamin’ On                                                          | 935–1004   | —                  | —                              | 935–1004 (jp.)             |
| 24  | I Don’t Like Mondays         | PAINT                                                                | 1005–1073  | —                  | —                              | 1005– (jp.)                |
| 25  | Sekai no Owari               | 最高到達点 (Saikou Totatsu-ten, „The Peak“)                          | 1074–1088  | —                  | —                              | —                          |
| 26  | Hiroshi Kitadani             | あーーっす！ (Āssu!, „Us!“)                                          | 1089–      | —                  | —                              | —                          |

##### Abspann
| Nr.     | Interpret                   | Titel                                                              | Episoden     |
| ------- | --------------------------- | ------------------------------------------------------------------ | ------------ |
| 1       | Maki Otsuki                 | Memories                                                           | 1–30         |
| 2       | Maki Otsuki                 | RUN! RUN! RUN!                                                     | 31–63        |
| 3       | TOMATO CUBE                 | 私がいるよ (Watashi ga Iru yo)                                     | 64–73        |
| 4       | Suiteisho-jo                | しょうちのすけ (Shōchi no Suke) / Agreement                        | 74–81        |
| 5       | Ai-Sachi                    | Before Dawn                                                        | 82–94        |
| 6       | The Kaleidoscope            | Fish                                                               | 95–106       |
| 7       | Uehara Takako               | GLORY -君がいるから- (GLORY -Kimi ga Iru kara-)                    | 107–118      |
| 8       | Janne Da Arc                | Shining Ray                                                        | 119–132      |
| 9       | Ruppina                     | Free Will                                                          | 133–155      |
| 10      | Ruppina                     | Faith                                                              | 156–168      |
| 11      | ZZ                          | A to Z                                                             | 169–181      |
| 12      | Shela                       | 月と太陽 (Tsuki to Taiyō, „Mond und Sonne“)                        | 182–195      |
| 13      | Aiko Ikuta                  | Dreamship                                                          | 196–206      |
| 14      | Tackey and Tsubasa          | 未来航海 (Mirai Kōkai, „Future Voyage“)                            | 207–230      |
| 15      | Asia Engineer               | エターナルポーズ (Etānaru Pōzu, „Eternal Pose“)                    | 231–245      |
| 16      | Triplane                    | Dear Friends                                                       | 246–255      |
| 17      | Tohoshinki TVXQ             | 明日は来るから (Ashita wa Kuru kara, „Because Tomorrow Will Come“) | 256–263      |
| 18      | Delicatessen                | Adventure World                                                    | 264–278      |
| 19      | Chilli Beans.               | Raise                                                              | 1071–1088    |
| 20      | Maki Otsuki                 | Dear sunrise                                                       | 1089–        |
| Spezial | Die Seiyū der Strohhutbande | Family                                                             | verschiedene |

### Deutsche Disc-Veröffentlichung
Kazé Deutschland hat am 27. Januar 2012 bekannt gegeben, dass sie sich die Rechte an den ersten 195 Episoden gesichert haben und eine DVD-Veröffentlichung ab Mai 2012 planen. Kazé veröffentlichte die ersten 195 Folgen in 6 Box-Sets zu je 6-7 Discs vom 25. Mai 2012 bis 29. März 2013 ohne japanischen Originalton. Am 23. Dezember 2013 hat Kaze bekanntgegeben, dass die Folgen 196 bis 358 in bisher sechs Boxen veröffentlicht werden. Bisher wurden insgesamt 1000 Episoden in 34 Boxen veröffentlicht – Episoden 492, 542 und 590 übersprungen.
Beginnend mit Box 26 werden die Episoden im deutschsprachigen Raum zusätzlich alternativ auf Blu-ray Disc und mit OmU veröffentlicht. Seit Januar 2023 werden die früheren Folgen beginnend mit Box 1 auf Blu-ray Disc nachgereicht. Diese Boxen enthalten auch erstmals zusätzlich die Folgen auf Japanisch mit deutschen Untertiteln und werden auch als neue DVD-Edition von Crunchyroll veröffentlicht.
| Nummer | Episoden | Discs | VÖ-Datum                                     | Zusätzliche Informationen                                                                        |
| ------ | -------- | ----- | -------------------------------------------- | ------------------------------------------------------------------------------------------------ |
| Box 1  | 30       | 6     | 25. Mai 2012 A12. Jan. 2023 B21. Apr. 2023 C | Enthält die ersten 30 Episoden der Serie: - East Blue (Teil 1)                                   |
| Box 2  | 31       | 6     | 27. Juli 2012 A19. Mai 2023 D                | Enthält die Episoden 31 bis 61 der Serie: - East Blue (Teil 2)                                   |
| Box 3  | 31       | 6     | 28. Sep. 2012 A20. Okt. 2023 D               | Enthält die Episoden 62 bis 92 der Serie: - Einreise auf die Grand Line - Drumm                  |
| Box 4  | 38       | 7     | 30. Nov. 2012 A                              | Enthält die Episoden 93 bis 130 der Serie: - Alabasta                                            |
| Box 5  | 32       | 6     | 26. Jan. 2013 A                              | Enthält die Episoden 131 bis 162 der Serie: - Nach Alabasta - Skypia (Teil 1)                    |
| Box 6  | 33       | 6     | 29. Mär. 2013 A                              | Enthält die Episoden 163 bis 195 der Serie: - Skypia (Teil 2)                                    |
| Box 7  | 33       | 6     | 29. Aug. 2014 A                              | Enthält die Episoden 196 bis 228 der Serie: - Nach Skypia - Davy Back Fight                      |
| Box 8  | 35       | 6     | 31. Okt. 2014 A                              | Enthält die Episoden 229 bis 263 der Serie: - Water 7                                            |
| Box 9  | 31       | 6     | 27. Mär. 2015 A                              | Enthält die Episoden 264 bis 294 der Serie: - Enies Lobby (Teil 1)                               |
| Box 10 | 31       | 6     | 29. Mai 2015 A                               | Enthält die Episoden 295 bis 325 der Serie: - Enies Lobby (Teil 2)                               |
| Box 11 | 33       | 6     | 28. Aug. 2015 A                              | Enthält die Episoden 326 bis 358 der Serie: - Nach Enies Lobby - Thriller Bark (Teil 1)          |
| Box 12 | 32       | 6     | 26. Feb. 2016 A                              | Enthält die Episoden 359 bis 390 der Serie: - Thriller Bark (Teil 2) - Sabaody Archipel (Teil 1) |
| Box 13 | 31       | 6     | 24. Juni 2016 A                              | Enthält die Episoden 391 bis 421 der Serie: - Sabaody Archipel (Teil 2) - Amazon Lily            |
| Box 14 | 35       | 6     | 28. Okt. 2016 A                              | Enthält die Episoden 422 bis 456 der Serie: - Impel Down                                         |
| Box 15 | 33       | 6     | 24. Feb. 2017 A                              | Enthält die Episoden 457 bis 489 der Serie: - Marine Ford                                        |
| Box 16 | 26       | 6     | 30. Juni 2017 A                              | Enthält die Episoden 490 bis 516 der Serie: - Nachkriegszeit                                     |
| Box 17 | 28       | 6     | 27. Okt. 2017 A                              | Enthält die Episoden 517 bis 545 der Serie: - Fischmenscheninsel (Teil 1)                        |

| Nummer | Episoden | Discs | VÖ-Datum        | Zusätzliche Informationen                                                                |
| ------ | -------- | ----- | --------------- | ---------------------------------------------------------------------------------------- |
| Box 18 | 29       | 6     | 23. Feb. 2018 A | Enthält die Episoden 546 bis 574 der Serie: - Fischmenscheninsel (Teil 2)                |
| Box 19 | 26       | 6     | 29. Juni 2018 A | Enthält die Episoden 575 bis 601 der Serie: - Punk Hazard (Teil 1)                       |
| Box 20 | 27       | 6     | 26. Okt. 2018 A | Enthält die Episoden 602 bis 628 der Serie: - Punk Hazard (Teil 2)                       |
| Box 21 | 28       | 4     | 19. Aug. 2019 A | Enthält die Episoden 629 bis 656 der Serie: - Dress Rosa (Teil 1)                        |
| Box 22 | 31       | 5     | 5. Dez. 2019 A  | Enthält die Episoden 657 bis 687 der Serie: - Dress Rosa (Teil 2)                        |
| Box 23 | 28       | 4     | 7. Mai 2020 A   | Enthält die Episoden 688 bis 715 der Serie: - Dress Rosa (Teil 3)                        |
| Box 24 | 31       | 5     | 24. Aug. 2020 A | Enthält die Episoden 716 bis 746 der Serie: - Dress Rosa (Teil 4)                        |
| Box 25 | 33       | 6     | 3. Dez. 2020 A  | Enthält die Episoden 747 bis 779 der Serie: - Zou                                        |
| Box 26 | 25       | 4     | 2. Sep. 2021 E  | Enthält die Episoden 780 bis 804 der Serie: - Marine Rookie - Whole Cake Island (Teil 1) |
| Box 27 | 24       | 4     | 4. Nov. 2021 E  | Enthält die Episoden 805 bis 828 der Serie: - Whole Cake Island (Teil 2)                 |
| Box 28 | 25       | 4     | 17. Mär. 2022 E | Enthält die Episoden 829 bis 853 der Serie: - Whole Cake Island (Teil 3)                 |
| Box 29 | 24       | 4     | 19. Mai 2022 E  | Enthält die Episoden 854 bis 877 der Serie: - Whole Cake Island (Teil 4)                 |
| Box 30 | 25       | 4     | 18. Aug. 2022 E | Enthält die Episoden 878 bis 902 der Serie: - Reverie - Wano Kuni (Teil 1)               |
| Box 31 | 24       | 4     | 1. Dez. 2022 E  | Enthält die Episoden 903 bis 926 der Serie: - Wano Kuni (Teil 2)                         |
| Box 32 | 25       | 4     | 23. Feb. 2023 E | Enthält die Episoden 927 bis 951 der Serie: - Wano Kuni (Teil 3)                         |
| Box 33 | 24       | 4     | 25. Juli 2023 E | Enthält die Episoden 952 bis 975 der Serie: - Wano Kuni (Teil 4)                         |
| Box 34 | 25       | 4     | 18. Aug. 2023 E | Enthält die Episoden 976 bis 1000 der Serie: - Wano Kuni (Teil 5)                        |
| Box 35 | 25       | 4     | 23. Feb. 2024 E | Enthält die Episoden 1001 bis 1025 der Serie: - Wano Kuni (Teil 6)                       |

### Weiteres zu Veröffentlichungen der Serie
Die Serie erscheint in verschiedenen Ländern auf DVD. In Japan werden die Medien in regelmäßigen Abständen veröffentlicht. Mit Folge 207 wurde die Fernsehfassung im Format 16:9 produziert und ausgestrahlt. Auf den DVDs sind die Folgen ebenfalls im Breitbildformat enthalten. Eine Veröffentlichung auf Blu-ray-Medien in High Definition steht noch aus.
In D-A-CH wurde die Serie ausschließlich im Fernsehen ausgestrahlt, wo alle Episoden im 4:3-Format gesendet wurden, auch die ursprünglich in 16:9 produzierten bis einschließlich Episode 314. Schnitttechnisch unzensiert wurden die Episoden der Serie nur im Pay-TV und auf VIVA ausgestrahlt. Eine durch Polyband für das Jahr 2003 angekündigte DVD-Veröffentlichung wurde kurzfristig mit der Begründung abgesagt, dass die Serie zu lang sei. Die zwischenzeitlich auf der Website des Lizenznehmers eingestellten Informationen hierzu wurden wieder entfernt und auch die geschalteten Werbespots nicht weiter ausgestrahlt.
In den USA wurde die Serie zunächst von 4Kids Entertainment lizenziert, die die Serie mitunter stark veränderten, um sie für den amerikanischen Fernsehmarkt kompatibler zu gestalten. So wurden sämtliche als schädlich oder rassistisch angesehenen Elemente, wie Zigaretten (so lutscht Sanji Lollipops, anstatt zu rauchen) oder als Blackface angesehenes durch andere Objekte ersetzt oder entsprechend retuschiert. Weiterhin wurden komplette Teile der Handlung einfach ausgelassen, wodurch selbige nicht mehr nachvollziehbar war. Inzwischen wurde die Serienlizenz in den USA von Funimation übernommen, die sie neu synchronisieren und ungeschnitten auf DVD veröffentlichen.

## Kinofilme
Seit dem Jahr 2000 erscheint im jährlichen Abstand ein One-Piece-Kinofilm in den japanischen Kinos. Wie bei anderen Kinofilmen zu verschiedenen Shōnen-Manga zu beobachten, spielen die bekannten Charaktere mit und durchleben eine von der eigentlichen Handlung abgeschlossene Geschichte. 2007 wurde erstmals eine bereits in Manga und Fernsehserie dargestellte Geschichte in einem Kinoabenteuer zusammengefasst. Dieser Kinofilm basiert dabei auf den Abenteuern in Alabasta. Ein weiterer, im März 2008 erschienener Film, basiert auf den Geschehnissen in Drumm, wobei hier die Handlung nicht nur stark verkürzt, sondern mitunter anders dargestellt wird.
Für den zehnten Film wurden das Charakterdesign und die Handlung von Oda entworfen. Es wurde nach dem zehnten Film bekannt, dass danach nur noch alle zwei Jahre ein neuer One-Piece-Film veröffentlicht wird. Das Kino-Special One Piece 3D: Mugiwara Chase, der nicht zum Filmkanon gehört, wurde im Gegensatz zu den anderen Filmen als 3D-Animationsfilm ausgeführt wurde und lief als Jump Heroes Film genanntes Double Feature gemeinsam mit Toriko 3D: Kaimaku Gourmet Adventure!!.
Seit One Piece Gold werden die Filme in deutschen und österreichischen Kinos gezeigt. Im Free-TV waren die ersten 10 Filme in deutscher Erstausstrahlung ab dem 18. August 2012 auf dem Sender VIVA immer samstags zur Hauptsendezeit zu sehen. Der elfte Film wurde am 6. September 2014 auf dem Sender ProSieben erstausgestrahlt.
Das deutsche Anime-DVD-Label Kazé veröffentlichte die ersten zehn Filme zwischen Februar 2011 und September 2012 auf DVD. Beginnend mit Film 5 veröffentlicht Kazé die Filme parallel zur DVD-Version auch auf Blu-ray. Eine Neuveröffentlichung der ersten vier Filme auf Blu-ray wird es nicht geben. Im November 2013 ging es mit der Veröffentlichung des elften Films bei Kazé weiter.
| #  | Japanischer Titel                                                                                   | Deutscher Titel                              | jap. Kinostart | Deutsche Disc- Veröffentlichung | Länge (min) | Einspielergebnis (Yen)   |
| -- | --------------------------------------------------------------------------------------------------- | -------------------------------------------- | -------------- | ------------------------------- | ----------- | ------------------------ |
| 01 | One Piece                                                                                           | One Piece – Der Film                         | 4. Mär. 2000   | 25. Feb. 2011                   | 50          | 2.160.000.000            |
| 02 | Nejimaki Jima no Bōken (ねじまき島の冒険)                                                           | Abenteuer auf der Spiralinsel!               | 3. Mär. 2001   | 25. Mär. 2011                   | 60          | 3.000.000.000            |
| 03 | Chinjū Jima no Choppā Ōkoku (珍獣島のチョッパー王国)                                                | Chopper auf der Insel der seltsamen Tiere    | 2. Mär. 2002   | 13. Mai 2011                    | 56          | 2.000.000.000            |
| 04 | Dead End no Bōken (デッドエンドの冒険)                                                              | Das Dead End Rennen                          | 1. Mär. 2003   | 29. Juli 2011                   | 95          | 2.000.000.000            |
| 05 | Norowareta Seiken (呪われた聖剣)                                                                    | Der Fluch des heiligen Schwerts              | 6. Mär. 2004   | 30. Sep. 2011                   | 95          | 1.800.000.000            |
| 06 | Omatsuri-danshaku to Himitsu no Shima (オマツリ男爵と秘密の島)                                      | Baron Omatsuri und die geheimnisvolle Insel  | 5. Mär. 2005   | 28. Okt. 2011                   | 91          | 1.200.000.000            |
| 07 | Karakuri-jō no Meka Kyohei (カラクリ城のメカ巨兵)                                                   | Schloss Karakuris Metall-Soldaten            | 4. Mär. 2006   | 16. Dez. 2011                   | 94          |                          |
| 08 | Episode of Alabasta Sabaku no Ōjo to Kaizoku-tachi (エピソードオブアラバスタ 砂漠の王女と海賊たち)  | Abenteuer in Alabasta – Die Wüstenprinzessin | 3. Mär. 2007   | 24. Feb. 2012                   | 90          |                          |
| 09 | Episode of Chopper + Fuyu ni Saku, Kiseki no Sakura (エピソードオブチョッパー＋ 冬に咲く、奇跡の桜) | Chopper und das Wunder der Winterkirschblüte | 1. Mär. 2008   | 25. Mai 2012                    | 113         |                          |
| 10 | One Piece Film Strong World                                                                         | Strong World                                 | 12. Dez. 2009  | 14. Sep. 2012                   | 115         | 4.700.000.000            |
| 0S | Mugiwara Chase (麦わらチェイス)                                                                     | —                                            | 19. Mär. 2011  | —                               | 30          |                          |
| 11 | One Piece Film Z                                                                                    | Z                                            | 15. Dez. 2012  | 29. Nov. 2013                   | 108         | 9.000.000.000 (Weltweit) |
| 12 | One Piece Film Gold                                                                                 | Gold                                         | 23. Juli 2016  | 7. Apr. 2017                    | 120         | 5.180.000.000            |
| 13 | One Piece Stampede                                                                                  | Stampede                                     | 9. Aug. 2019   | 22. Juni 2020                   | 101         |                          |
| 14 | One Piece Film Red                                                                                  | Film: Red                                    | 6. Aug. 2022   | 16. Juni 2023                   | 115         |                          |

Bis auf den ersten Film erschien zu jedem Film ein Roman von Tatsuya Hamazaki (siehe One Piece#Romane).